# Powiat Púchov
Powiat Púchov (słow. okres Púchov) – słowacka jednostka podziału administracyjnego znajdująca się w kraju trenczyńskim, zajmuje obszar 375 km². Powiat Púchov zamieszkiwany jest przez 45 761 obywateli (w roku 2001), średnia gęstość zaludnienia wynosi 122,03 osób na km².